# Antônio Carlos Camilo Antunes
Antônio Carlos Camilo Antunes (, ), mais conhecido como "Careca do INSS" é um lobista brasileiro, que ganhou notoriedade por ser o epicentro e intermediário do esquema bilionário de desvio das aposentadorias e pensões de beneficiários do Instituto Nacional do Seguro Social (INSS).
Em abril de 2025, foi alvo da polícia federal no Operação Sem Desconto. A investigação apurou que ele manteria uma offshore nas Ilhas Virgens Britânicas para blindar seu patrimônio.
No dia 20 de maio de 2025, teve apreendido na operação os seus carros Land Rover, duas BMWs (modelos Competition e M135i) e dois Porsches (Panamera e 911).
Em junho de 2025, acionou a Justiça Federal em Brasília para tentar anular a investigação que apura fraudes em descontos indevidos na Previdência Social de aposentados.